# Собор Пресвятой Девы Марии Кармельской (Рио-де-Жанейро)
Собор Пресвятой Девы Марии Кармельской (порт. Igreja de Nossa Senhora do Monte do Carmo da antiga Sé) — церковь в Рио-де-Жанейро. Национальный памятник (ID 311). 
Здание было построено во второй половине XVIII века в стиле необарокко, интерьер содержит элементы рококо.
Освящение храма произошло в 1770 году. На тот момент это была крупнейшая церковь города. В начале это была церковь кармелитов, но с 1808 года храм стал собором, кафедра в котором располагалась до конца 1970-х гг, когда новым кафедральным собором архиепархии Рио-де-Жанейро стал собор Святого Себастьяна. Сегодня церковь является сокафедрой и известна как Старый собор.

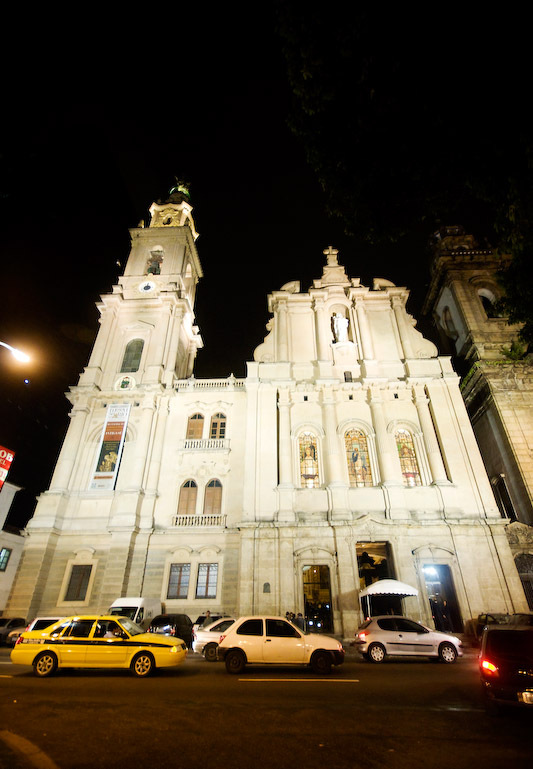

C 1903 года в храме находится часть останков Педру Алвариша Кабрала, первооткрывателя Бразилии.